# Cal Gort (la Pobla de Cérvoles)
Cal Gort és un habitatge al carrer Major de la Pobla de Cérvoles (les Garrigues), de tipologia molt semblant a la Casa Llobera, emplaçada al mateix carrer. Està parcialment arrebossada, feta a base de pedres irregulars sense desbastar. Consta de planta baixa, entresol, pis i golfes. La major part de les obertures són d'arc força rebaixat, disposades de forma irregular. A la llinda de la porta hi té escrit el nom de Josep Gort i la data de 1793. Actualment, s'utilitza com a granja escola.